# NGC 3115
NGC 3115 (Caldwell 53), aussi appelé la galaxie du Fuseau, (Spindle galaxy en anglais), est une galaxie lenticulaire relativement rapprochée et située dans la constellation du Sextant. NGC 3115 a été découverte par l'astronome germano-britannique William Herschel en 1787.

## Morphologie
NGC 3115 a été utilisée par Gérard de Vaucouleurs comme une galaxie de type morphologique S0− sp dans son atlas des galaxies,.

## Caractéristiques
Sa vitesse par rapport au fond diffus cosmologique est de 1 041 ± 25 km/s, ce qui correspond à une distance de Hubble de 15,36 ± 1,14 Mpc (∼50,1 millions d'al).
NGC 3115 présente une large raie HI et elle arbore un noyau passif (PAS pour passive nucleus). En raison d'une brillance de surface égale à 11.99  mag/am2, on peut qualifier NGC 3115 de galaxie présentant une brillance de surface élevée.
À ce jour, 35 mesures non basées sur le décalage vers le rouge (redshift) donnent une distance de 10,215 ± 2,782 Mpc (∼33,3 millions d'al), ce qui est tout juste à l'extérieur des valeurs de la distance de Hubble. Puisque cette galaxie est relativement rapprochée du Groupe local, il est fort probable que cette valeur soit plus près de la distance réelle de NGC 3115. Notons que c'est avec la valeur moyenne des mesures indépendantes, lorsqu'elles existent, que la base de données NASA/IPAC calcule le diamètre d'une galaxie.

## Le trou noir supermassif de NGC 3115
En 1992, John Kormendy de l'Université d'Hawaii et Douglas Richstone de l'Université du Michigan ont annoncé avoir observé un trou noir supermassif dans la galaxie NGC 3115. Des calculs basés sur les vitesses orbitales des étoiles, arrivent à la conclusion que la masse du trou noir central est d'environ un milliard de masses solaires ({\displaystyle M_{\odot }}). Selon une étude réalisée auprès de 76 galaxies par Alister Graham, la masse de ce trou noir supermassif serait de 9,1+10,3
 −2,8 × 108 {\displaystyle M_{\odot }}. La plupart des étoiles de cette galaxie sont vieilles et NGC 3115 présente peu d'activité. La croissance de son trou noir s'est également arrêtée.
D'autre part, une étude des gaz chauds de cette galaxie a été réalisée en utilisant les données dans le domaine des rayons X recueillies par le télescope spatial Chandra en 2011. Les astronomes ont observé le flux de gaz chaud s'écoulant vers le trou noir central supermassif.

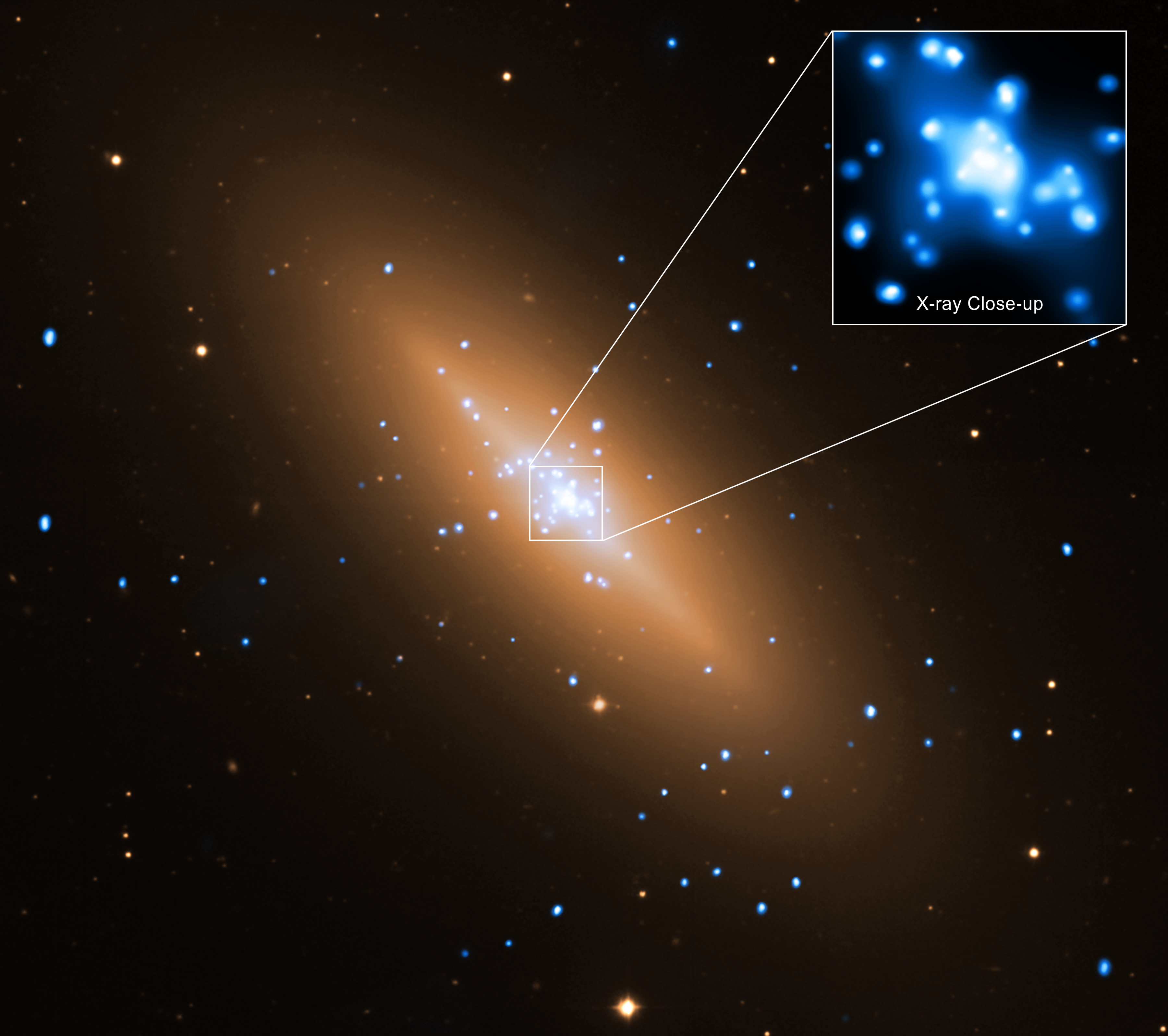
Image composite provenant en lumière visible du VLT de l'Observatoire européen austral et du télescope spatial Chandra.

Les données de Chandra sont indiquées en bleu et les données optiques du VLT sont en dorée sur l'image composite. Les sources ponctuelles de l'image de Chandra sont principalement des systèmes binaires dont les couches externes de l'étoile sont entrainées vers un trou noir stellaire ou vers une étoile à neutrons. L'encart présente la partie centrale de l'image de Chandra, avec le trou noir supermassif situé au centre. On ne voit aucune source ponctuelle à la position du trou noir supermassif, mais on trouve plutôt un plateau d'émission de rayons X provenant à la fois de gaz chaud et des émissions de rayons X combinée d'étoiles binaires non résolues.
Pour détecter les effets du trou noir, les astronomes ont soustrait le signal rayons X des étoiles binaires de celui du gaz chaud situé au centre de la galaxie. Ensuite, en étudiant le gaz chaud à différentes distances du trou noir, les astronomes ont observé un seuil critique, où le mouvement du gaz commence à être dominé par la gravité du trou noir supermassif et où il tombe vers celui-ci. La distance du trou noir où cela se produit est appelée rayon de Bondi. Lorsque le gaz s'écoulent vers un trou noir, il est comprimé, ce qui le rend plus chaud et plus lumineux, une signature observable dans le domaine des rayons X. Les astronomes ont découvert que la hausse de la température du gaz commençait à environ 700 années-lumière du trou noir, soit l'emplacement du rayon de Bondi. Cette distance implique que la masse du trou noir central NGC 3115 est d'environ deux milliards de fois celle du Soleil, ce qui confirme les résultats antérieurs d'observations optiques. Le trou noir de NGC 3115 serait alors celui de plus d'un milliard de masses solaires qui est le plus rapproché de la Terre.

## Matière noire
La vitesse des amas globulaires dans le halo de NGC 3115 indique une fraction de son contenu en matière noire de 57+8
−8 % de sa masse à l'intérieur de cinq rayons effectifs.

## Supernova
La supernova SN 1935B a été découverte dans NGC 3115 le 1er avril 1935 par un dénommé Samaha. Le type de cette supernova n'a pas été déterminé.